# Resolució 2373 del Consell de Seguretat de les Nacions Unides
La Resolució 2373 del Consell de Seguretat de les Nacions Unides, fou adoptada per unanimitat el 30 d'agost de 2017. El Consell va ampliar el mandat de la Força Provisional de les Nacions Unides al Líban (UNIFIL) per un any fins al 31 d'agost de 2018.

## Observacions
La votació havia precedit a negociacions difícils entre França i Itàlia, d'una banda, i els Estats Units, d'altra banda. Tots dos països europeus van enviar una gran part de les tropes de la UNIFIL i preferien no canviar el seu mandat.
El representant francès va dir que la UNIFIL podria fer més i millor i que la gent era conscient de la situació al sud del Líban, però no volia posar en perill el "delicat equilibri". El seu col·lega italià va afegir que era conscient de les armes il·legals, però que no s'havien de confondre les responsabilitats de la UNIFIL i les del mateix Líban. El Consell de Seguretat també havia de tenir en compte les opinions dels països que participaven en una missió. Al cap i a la fi, eren els seus homes i dones els que arriscaven les seves vides al territori.

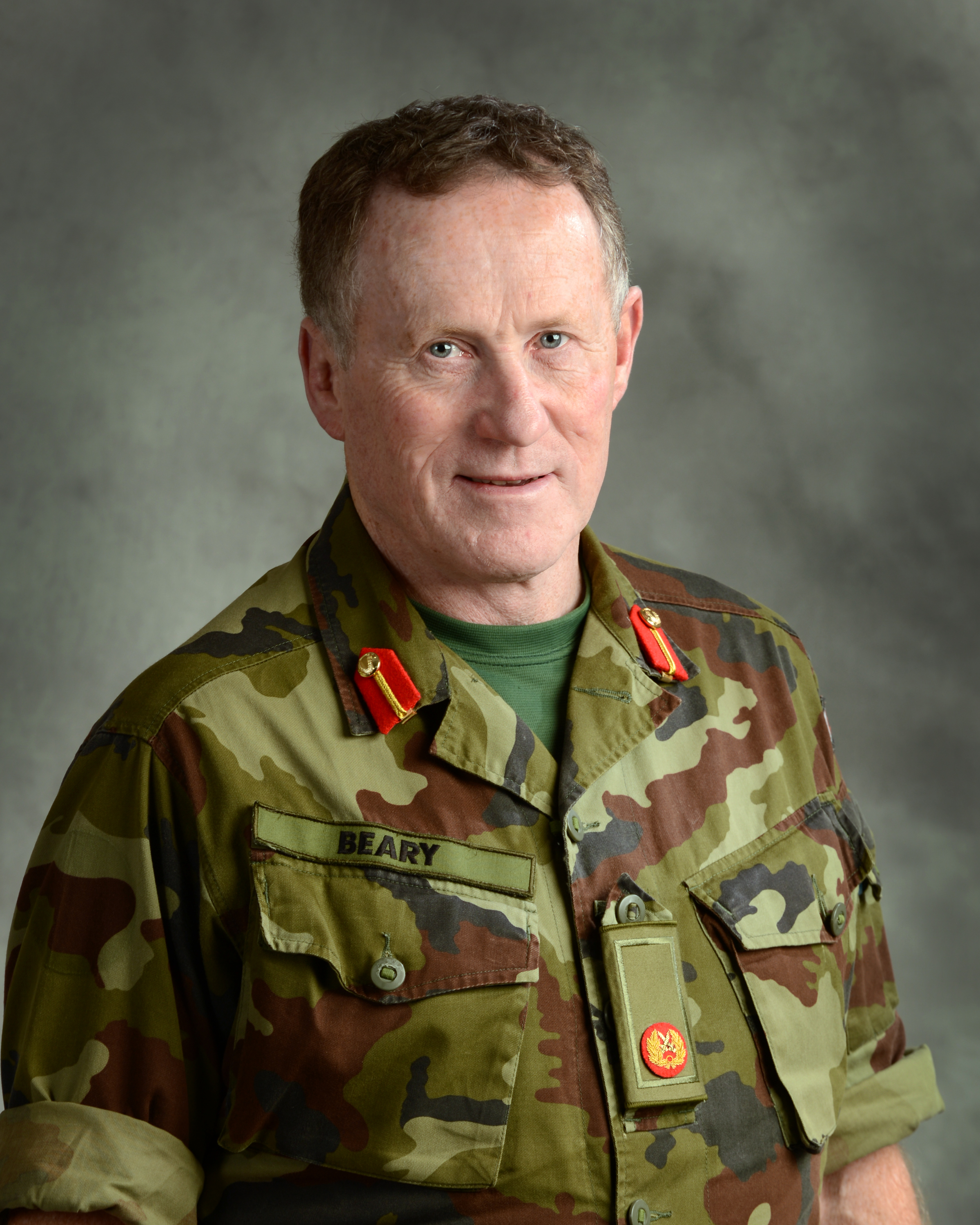
El general Michael Beary

El representant dels EUA va dir que el Hesbol·là libanès estava construint un arsenal d'armes amb ajuda iraniana i es preparava per a la guerra. No entenia que el cap de la missió, el general irlandès Michael Beary, no veiés aquesta amenaça. Per això, les patrulles van haver d'intensificar-se per frenar les activitats il·legals de Hesbol·là, i s'havia d'ajudar a l'exèrcit libanès a protegir la frontera per aturar el tràfic d'armes. Els EUA volien fer front a l'organització terrorista Hesbol·là, que era part del govern libanès, perquè amenaçava obertament a Israel i desestabilitzava la regió.

## Contingut
Al Líban foren escollits un nou president i primer ministre i es va formar un govern d'unitat nacional que va aconseguir una major estabilitat política. També es va ajustar la llei electoral, i es van anunciar eleccions parlamentàries. El propi país havia demanat ampliar el mandat d'UNIFIL a la frontera amb Israel.
No obstant això, deu anys després de la data la treva permanent i l'embargament d'armes de la Resolució 1701 encara no es respectaven. A més, era important que totes les parts respectessin la línia de demarcació. El 20 d'abril de 2017 Hesbol·là va realitzar una gira mediàtica amb el permís del govern libanès, que havia tingut lloc, en part, a la zona de la UNIFIL. En aquest incident, amb tota probabilitat, havien estat a la zona persones armades havien estat a la zona, contràriament a la Resolució 1701.
A la Línia Blava operava la UNIFIL per assegurar que no es cometien hostilitats al sud del Líban. El mandat d'aquesta missió es va ampliar fins al 31 d'agost de 2018. Calia augmentar la visibilitat de la UNIFIL sobre el terreny patrullant més i realitzant inspeccions.
En línia amb la Resolució 1701, l'exèrcit libanès havia de desplegar-se el més aviat possible al sud del país i les aigües territorials. El govern libanès preveia utilitzar un regiment i una patrulla a la zona.
Es va instar a Israel que retirar el seu exèrcit sense demora del nord de Ghajar, que de fet pertany al Líban. Israel també va continuar violant l'espai aeri libanès gairebé diàriament a pesar de les protestes d'UNIFIL i del govern libanès.